# فرودگاه لامکو
فرودگاه لامکو  (به انگلیسی: Lamco Airport) یک فرودگاه است . این فرودگاه در شهر بوچنان، لیبریا کشور لیبریا قرار دارد .